# 弗雷德里克一世 (丹麦)
弗雷德里克一世（丹麦语：Frederik 1.，1471年10月7日－1533年4月10日）歐登堡王朝的丹麦和挪威国王（1523年～1533年在位）。
弗雷德里克一世是丹麦国王克里斯蒂安一世最小的儿子，母亲是布蘭登堡的多蘿西亞。他在年轻时被父亲封为石勒苏益格-荷尔斯泰因公爵，並在其哥哥漢斯和侄子克里斯蒂安二世统治时期一直保持这个爵位。
1523年由于丹麦贵族发动反对克里斯蒂安二世的叛乱，弗雷德里克被贵族集团拥立为国王。克里斯蒂安二世流亡海外，并在弗雷德里克一世在位前期一直对其政权构成威胁。1531年，弗雷德里克一世在战争中俘获克里斯蒂安二世，迫使其签署奥斯陆条约放弃对丹麦王位的要求。在弗雷德里克一世余下的统治时期里，克里斯蒂安二世受到严密监禁。
弗雷德里克一世在丹麦的国家事务中不起突出作用。他主要致力于镇压农奴和平民的暴乱（在中下阶级中不乏克里斯蒂安二世的支持者）和防止宗教改革运动在丹麦国内引起波澜，并避免卷入国际纠纷。弗雷德里克一世还放弃了兼并瑞典、恢复卡尔马联合的可能。他于1533年在石勒苏益格的戈托普宫去世。

## 家庭
1502年，弗雷德里克與布蘭登堡的安娜結婚，兩人共有1子1女：
1. 克里斯蒂安（1503年—1559年）
2. 多蘿西亞（1504年—1547年）

1518年，弗雷德里克與波美拉尼亞的索菲亞結婚，兩人共有3子2女：
1. 漢斯（英语：John II, Duke of Schleswig-Holstein-Haderslev）（1521年—1580年）
2. 伊莉莎白（1524年—1586年）
3. 阿道夫（1526年—1586年）
4. 多蘿西亞（英语：Dorothea of Denmark, Duchess of Mecklenburg）（1528年—1575年）
5. 弗雷德里克（英语：Frederick of Denmark (bishop)）（1532年—1556年）